# باراناغوا
باراناغوا هي بلدية في البرازيل، تتبع بارانا، بلغ عدد سكانها 140٬469  نسمة، في 2010، تبلغ مساحتها 826٫675 كيلومتر مربع.

## الموقع
تشترك في الحدود مع:
- Antonina, Paraná [الإنجليزية]‏
- بونتال دو بارانا.

## المناخ
يظهر الجدول التالي التغييرات المناخية على مدار السنة لباراناغوا:
| البيانات المناخية لـباراناغوا                | البيانات المناخية لـباراناغوا | البيانات المناخية لـباراناغوا | البيانات المناخية لـباراناغوا | البيانات المناخية لـباراناغوا | البيانات المناخية لـباراناغوا | البيانات المناخية لـباراناغوا | البيانات المناخية لـباراناغوا | البيانات المناخية لـباراناغوا | البيانات المناخية لـباراناغوا | البيانات المناخية لـباراناغوا | البيانات المناخية لـباراناغوا | البيانات المناخية لـباراناغوا | البيانات المناخية لـباراناغوا |
| الشهر                                        | يناير                         | فبراير                        | مارس                          | أبريل                         | مايو                          | يونيو                         | يوليو                         | أغسطس                         | سبتمبر                        | أكتوبر                        | نوفمبر                        | ديسمبر                        | المعدل السنوي                 |
| -------------------------------------------- | ----------------------------- | ----------------------------- | ----------------------------- | ----------------------------- | ----------------------------- | ----------------------------- | ----------------------------- | ----------------------------- | ----------------------------- | ----------------------------- | ----------------------------- | ----------------------------- | ----------------------------- |
| الدرجة القصوى °م (°ف)                        | 39.2 (102.6)                  | 40.0 (104.0)                  | 38.3 (100.9)                  | 37.6 (99.7)                   | 33.9 (93.0)                   | 33.8 (92.8)                   | 34.8 (94.6)                   | 37.7 (99.9)                   | 40.6 (105.1)                  | 38.2 (100.8)                  | 38.4 (101.1)                  | 39.6 (103.3)                  | 40.6 (105.1)                  |
| متوسط درجة الحرارة الكبرى °م (°ف)            | 30.1 (86.2)                   | 30.1 (86.2)                   | 29.1 (84.4)                   | 27.5 (81.5)                   | 24.7 (76.5)                   | 23.1 (73.6)                   | 22.1 (71.8)                   | 23.0 (73.4)                   | 22.7 (72.9)                   | 24.6 (76.3)                   | 27.0 (80.6)                   | 28.6 (83.5)                   | 26.1 (78.9)                   |
| المتوسط اليومي °م (°ف)                       | 25.5 (77.9)                   | 25.4 (77.7)                   | 24.6 (76.3)                   | 23.0 (73.4)                   | 19.9 (67.8)                   | 18.0 (64.4)                   | 17.2 (63.0)                   | 18.0 (64.4)                   | 18.6 (65.5)                   | 20.5 (68.9)                   | 22.7 (72.9)                   | 24.2 (75.6)                   | 21.5 (70.7)                   |
| متوسط درجة الحرارة الصغرى °م (°ف)            | 22.0 (71.6)                   | 22.1 (71.8)                   | 21.5 (70.7)                   | 19.8 (67.6)                   | 16.8 (62.2)                   | 14.8 (58.6)                   | 13.8 (56.8)                   | 14.5 (58.1)                   | 15.7 (60.3)                   | 17.7 (63.9)                   | 19.4 (66.9)                   | 20.9 (69.6)                   | 18.2 (64.8)                   |
| أدنى درجة حرارة °م (°ف)                      | 11.9 (53.4)                   | 10.9 (51.6)                   | 12.7 (54.9)                   | 5.0 (41.0)                    | 2.6 (36.7)                    | 0.3 (32.5)                    | −0.1 (31.8)                   | 4.2 (39.6)                    | 6.4 (43.5)                    | 7.6 (45.7)                    | 8.0 (46.4)                    | 9.4 (48.9)                    | −0.1 (31.8)                   |
| الهطول مم (إنش)                              | 363.3 (14.30)                 | 304.6 (11.99)                 | 270.7 (10.66)                 | 164.9 (6.49)                  | 121.2 (4.77)                  | 99.8 (3.93)                   | 112.2 (4.42)                  | 82.5 (3.25)                   | 162.8 (6.41)                  | 171.0 (6.73)                  | 196.7 (7.74)                  | 234.6 (9.24)                  | 2٬284٫3 (89.93)               |
| متوسط أيام هطول الأمطار (≥ 1 mm)             | 18                            | 16                            | 15                            | 13                            | 9                             | 8                             | 9                             | 8                             | 13                            | 14                            | 14                            | 15                            | 152                           |
| متوسط الرطوبة النسبية (%)                    | 85.5                          | 85.7                          | 86.4                          | 87.1                          | 87.1                          | 87.5                          | 87.5                          | 87.1                          | 87.5                          | 86.0                          | 84.0                          | 84.0                          | 86.3                          |
| ساعات سطوع الشمس الشهرية                     | 141.9                         | 130.1                         | 131.2                         | 123.2                         | 129.7                         | 111.5                         | 110.7                         | 90.7                          | 63.2                          | 74.3                          | 105.9                         | 130.7                         | 1٬343٫1                       |
| المصدر: BDMEP - المعهد الوطني للأرصاد الجوية |                               |                               |                               |                               |                               |                               |                               |                               |                               |                               |                               |                               |                               |

## أعلام
- كارولين دي سوزا
- لوكاس بيازون
- جون لينيكر
- توماس يوهانسون